# Station Żnin Wąskotorowy
Station Żnin Wąskotorowy is een spoorwegstation in de Poolse plaats Żnin.